# Goryeo
Goryeo lub Koryŏ (kor. 고려, chiń. trad. 高麗; dosł. „Wysoce Jaśniejąca”) – średniowieczne królestwo koreańskie w latach 918–1392. Od jego nazwy pochodzi słowo „Korea” w językach indoeuropejskich.

## Historia
Założycielem Koryŏ był król T’aejo (pan. 918–943), który po okresie wewnętrznych konfliktów trwających od 901 roku proklamował w 918 roku królestwo Koryŏ ze stolicą w Kaesŏngu . Ponadto w 922 na drugą (dodatkową) stolicę został wyznaczony Pjongjang. Nazwa królestwa była skróconą formą nazwy Koguryŏ, największego z Trzech Królestw Korei.
W 926 pod naporem Kitanów upadło koreańsko-mandżurskie królestwo Balhae. Wówczas następca tronu Balhae wraz ze znaczną częścią ludności uciekł na terytorium Koryŏ. Koryŏ stało się wówczas jedynym państwem koreańskim, obejmującym prawie cały Półwysep Koreański (z wyjątkiem północno-wschodnich obrzeży). W 938 Korea zhołdowała kraj Tamna, czyli wyspę Czedżu.
Królestwo składało się z pięciu prowincji i dwóch rejonów granicznych. W 983 zreformowano podział administracyjny, wyznaczając dwanaście mok, do których rozesłano rządców. W XII wieku nastąpiło osłabienie władzy królewskiej z racji rosnących posiadłości klasy szlacheckiej . Wobec słabości monarchów faktyczną władzę w latach 1170–1270 sprawowali wojskowi generałowie w oparciu o elitarne oddziały Sambyeolcho.
Głównym zagrożeniem zewnętrznym dla Koryŏ były najazdy Kitanów, mające miejsce w latach 993, 1010 i 1018–1019. Ostatecznie najeźdźcy zostali rozgromieni przez Koreańczyków w bitwie pod Kuju. W XIII wieku Korea borykała się natomiast z najazdami imperium mongolskiego, a jej nadmorskie miasta były wielokrotnie atakowane przez japońskich piratów. W XIV wieku królestwo pozostawało w częściowej zależności od dynastii Yuan, którą zrzuciło za rządów króla Kongmina.
Pomimo upadku imperium mongolskiego Korea popadła w kryzys, charakteryzujący się rosnącą wewnętrzną rywalizacją polityczną . W 1388 roku jeden z dowódców wojskowych, generał Ri Sŏng Gye, został faktycznym władcą kraju. W 1392 roku został on założycielem nowej dynastii, zmieniając nazwę kraju na Joseon (Chosŏn, Dzoson) i przenosząc stolicę do Seulu.

## Kultura
Epoka Koryŏ była czasem rozkwitu koreańskiej kultury i techniki. W tym czasie spisane zostały klasyczne dzieła koreańskiej historiografii – Samguk sagi (Kronika Trzech Królestw) i Samguk Yusa, a także obszerny zbiór pism buddyjskich, Tripitaka koreana. W 1234 w Korei powstała pierwsza na świecie czcionka drukarska; kraj był też znany z wyrobu porcelany .